# Pasja św. Wojciecha
Pasja św. Wojciecha – zaginiony utwór hagiograficzny z początku XI wieku opisujący męczeństwo św. Wojciecha.
Istnienie utworu domniemywane jest na podstawie wzmianki w Kronice Galla Anonima (I,6) na końcu opisu zjazdu gnieźnieńskiego: „jak o tym dowiedzieć się można bardziej szczegółowo z księgi o męczeństwie tego świętego”. Z fragmentu tego wynika, że pasja była jeszcze dostępna Gallowi Anonimowi na początku XII wieku.
Utwór mógł powstać tuż po 1003 z inicjatywy Bolesława Chrobrego, zainteresowanego utrwalaniem kultu św. Wojciecha. Autorem dzieła mógł być Bruno z Kwerfurtu, autor zachowanego Żywotu drugiego św. Wojciecha, działający ówcześnie na dworze Chrobrego. Możliwe jest, że zachowana do dziś Pasja św. Wojciecha męczennika (tzw. Pasja z Tegernsee) stanowi skrót zaginionej pasji z czasów Chrobrego (mogła też być jednak oparta na jakimś innym nieznanym żywocie św. Wojciecha sprzed 1038 pióra polskiego autora).